# رایپور
شهر رایپور (به انگلیسی: Raipur) با جمعیت ۷۵۹٫۵۷۰ نفر در ایالت چتیسگر در کشور هند واقع شده‌است.